# پیتسبرگ (اکلاهما)
پیتسبرگ(به انگلیسی: Pittsburg) شهری در ایالت اکلاهما کشور ایالات متحده آمریکا است که جمعیت آن در سرشماری سال ۲۰۱۰ میلادی، ۲۰۷ نفر بوده‌است.